# Cal Miralles
Cal Miralles és una masia del municipi de Rajadell (Bages) inclosa en l'Inventari del Patrimoni Arquitectònic de Catalunya.

## Descripció
És una construcció Civil, una masia de grans dimensions remodelada en els últims anys perdent l'estructura original de Masia. De l'obra primera només se'n conserva una part de l'edifici al sector de migdia on es pot veure encara quina era l'estructura inicial (edifici de planta basilical, cobert a doble vessant i amb el carener perpendicular a la façana). Tot l'edifici és arrebossat.

## Història
La masia de can Miralles és documentada l'any 1557 juntament amb el seu propietari Francesc Miralles el qual va fer testament l'any 1572 i consta com a propietari del dit mas. El topònim de Miralles no és documentat abans d'aquesta data però per la seva situació al peu de la riera de Rajadell i davant del Mas Puig de Riavall, sembla poder identificar-se amb l'antic mas Soler de Riavall. L'any 1586 hi vivien quatre persones i l'any 1599, nou estadants.